# Kendrick Scott
Kendrick A. D. Scott (Houston, 8 juli 1980) is een Amerikaanse jazzdrummer, orkestleider en componist. Hij is de oprichter van het platenlabel World Culture Music.

## Biografie
Scott is geboren en getogen in Houston en is afkomstig uit een muzikale familie, leerde vroeg drums spelen en behoorde spoedig tot de ensembles van zijn kerk en de Junior High School. De eerste ontmoetingen die Kendrick met de drums had, waren in de kerk, waar zijn ouders, Kenneth en Stepheny en een oudere broer betrokken waren bij de muziekverzorging. Scott werd later toegelaten tot Houstons beroemde High School for the Performing and Visual Arts (HSPVA), waar zijn middelbare schoolcarrière culmineerde in vele prijzen. De meest opvallende was The Clifford Brown/Stan Getz Fellowship, gegeven door de International Association for Jazz Education (IAJE ) en The National Foundation for the Advancement of the Arts. Na zijn afstuderen aan de middelbare school in 1998, kreeg Kendrick een beurs om naar het beroemde Berklee College of Music in Boston te gaan met als hoofdvak muziekeducatie. Sinds hij in 2002 afstudeerde aan Berklee, trad Scott op met een verscheidenheid aan artiesten, waaronder de Jazz Crusaders, gitarist Pat Metheny, de saxofonisten Joe Lovano en Kenny Garrett, de vocalisten Dianne Reeves, Lizz Wright, Gretchen Parlato en trompettist Terence Blanchard. Hij was ook betrokken bij het album A Tale of God's Will (A Requiem for Katrina) (2007) van Terence Blanchard, dat in 2008 was genomineerd voor twee Grammy Awards. Hij was ook lid van het Berklee-Monterey Quartet, waarmee hij optrad op het legendarische Monterey Jazz Festival in 1999-2000, 2002 en 2007.
Scotts debuutopname met zijn groep Oracle nam The Source op in 2006, waaronder pianisten Aaron Parks en Robert Glasper, gitarist Lionel Loueke, zangeres Gretchen Parlato en anderen. Kendrick was lid van de band die Terence Blanchard vergezelde naar de 50e verjaardag van het Monterey Jazz Festival in 2007 en Scott begon aan de 22-statentournee, te beginnen in januari 2008 met de 50th Anniversary MJF All-Star Band. Het kenmerkte de leiders van het verleden, heden en toekomst met Terence Blanchard op trompet, James Moody op saxofoon, Benny Green op piano, Derrick Hodge op bas en jazzvocaliste Nnenna Freelon.
Scott speelt momenteel ook met The Charles Lloyd Quartet, naast Reuben Rogers op bas en Gerald Clayton op piano.
Met zijn eigen band Oracle bracht hij meerdere albums uit. Hij is ook te horen op albums van Gretchen Parlato, Chihiro Yamanaka, Kurt Elling, Walter Smith III, Laurence Hobgood en Myron Walden.

## Discografie
- 2006: The Source (World Culture Music, met Aaron Parks, Robert Glasper, Lionel Loueke, Gretchen Parlato, e.a.)
- 2010: Reverence (Criss Cross Jazz)
- 2013: Conviction (Concord Records met John Ellis, Alan Hampton, Taylor Eigsti, Mike Moreno, Joe Sanders)
- 2015: We Are the Drum (met Lizz Wright)
- 2019: A Wall Becomes a Bridge (Blue Note Records)

### Als sideman
| Jaar | Leader            | Titel                                        | Label              |
| ---- | ----------------- | -------------------------------------------- | ------------------ |
| 2004 | David Doruzka     | Hidden Paths                                 | Cube-Metier        |
| 2005 | Terence Blanchard | Flow                                         | Blue Note          |
| 2006 | Patrick Cornelius | Lucid Dream                                  | Acoustic Recording |
| 2006 | Danny Grissett    | Promise                                      | Criss Cross        |
| 2007 | Terence Blanchard | A Tale of God’s Will (A Requiem for Katrina) | Blue Note          |
| 2007 | Chihiro Yamanaka  | Abyss                                        | Verve              |
| 2008 | Mike Moreno       | Third Wish                                   | Criss Cross        |
| 2008 | Lage Lund         | Early Songs                                  | Criss Cross        |
| 2009 | Myron Walden      | Momentum                                     | Demi Sound         |
| 2009 | Terence Blanchard | Choices                                      | Concord            |
| 2009 | Gretchen Parlato  | In a Dream                                   | ObliqSound         |
| 2010 | Will Vinson       | Stockholm Syndrome                           | Criss Cross        |
| 2010 | Myron Walden      | To Feel                                      | Demi Sound         |
| 2010 | Myron Walden      | What We Share                                | Demi Sound         |
| 2010 | Chihiro Yamanaka  | Forever Begins                               | Verve              |
| 2011 | Mike Moreno       | First in Mind                                | Criss Cross        |
| 2011 | Gretchen Parlato  | The Lost and Found                           | ObliqSound         |
| 2012 | Romain Collin     | The Calling                                  | Palmetto           |
| 2015 | Romain Collin     | Press Enter                                  | ACT                |
| 2015 | Walter Smith III  | Still Casual                                 | Self Produced      |

- Bibliothèque nationale de France: cb160549861 (data)
- Gemeinsame Normdatei: 137803109
- International Standard Name Identifier: 0000 0000 7850 6483
- Library of Congress Control Number: no2007120440
- MusicBrainz: 8a5d7bfd-e9b3-4e5d-a9fb-6581aba4e3ad
- Nationale Bibliotheek van Tsjechië: xx0027426
- Système universitaire de documentation: 157416518
- Virtual International Authority File: 9634586
- WorldCat: E39PBJktqWxdfv9vCH7Tftrwmd